# Wohn- und Bürohaus Schöne Reihe 23
Das Wohn- und Bürohaus Schöne Reihe 23, die alte Amtssparkasse in Bruchhausen-Vilsen, stammt von 1907. 
Das Gebäude steht unter Denkmalschutz (siehe auch Liste der Baudenkmale in Bruchhausen-Vilsen). Zum Gebäude gehört der als Einfriedung dienende Zaun, der ebenfalls Denkmalschutz genießt.

## Geschichte
Das zweigeschossige verklinkerte Gebäude mit Satteldächern und dem markanten dreigeschossigen Giebelrisalit wurde 1907 im Stil der Gründerzeit und der hannoverschen Schule des Baurats Conrad Wilhelm Hase als Filiale der Sparkasse Grafschaft Hoya für das frühere Amt Bruchhausen gebaut. Diese Sparkasse war Nachfolgerin der Spar-, Leih- und Vorschusskasse.
 
Nach einem Wechsel des Eigentümers erfolgte 2006 die Sanierung und der Umbau des Hauses, wobei teilweise  historische Elemente entfernt wurden. Die Sanierung wurde 2008 durch die Sparkassenstiftung ausgezeichnet. Heute sind in den Büros Dienstleister tätig.
Die Geschäftsstelle Bruchhausen der Kreissparkasse Syke befindet sich heute (2022) in der Schönen Reihe 6.